# Constantí III d'Escòcia
Constantí III d'Escòcia (gaèlic escocès: Causantín mac Cuiléin, 971-997) fou rei d'Escòcia, fill de Culen. Potser va estar implicat en la mort del seu antecessor, però no és prou demostrat. Fou deposat per Kenneth III i va morir a Rathinveramond, vora Perth.